# ゲオルギ・レワジシビリ
ゲオルギ・レワジシビリ（Giorgi Revazishvili 1974年11月16日- ）は、ジョージア（旧称グルジア）サガレジョ出身の柔道選手。階級は66kg級。身長168cm。

## 人物
1994年の世界ジュニア66kg級で優勝を飾った。しかしアトランタオリンピックでは7位に終わった。その後も66kg級で国際大会に出場していたが、1997年の世界選手権では1階級下げて60kg級に出場すると、準々決勝で北朝鮮のカン・ミョンチャンに払腰で投げられるも、それがレワジシビリの技ありポイントとなり、その判定にカンが抗議すると総合負けになるという誤審に助けられて決勝まで進んだ。決勝では野村忠宏にポイントで圧倒されると、終盤に背負投で一本負けを喫した。1999年の世界選手権では逆に階級を1つ上げて73kg級に出場して3位となった。翌年のシドニーオリンピックでも73kg級で出場したが、初戦で敗れた。

## 主な戦績
65kg級での戦績
- 1993年 - ロシア国際　3位
- 1994年 - ロシア国際　2位
- 1994年 - ヨーロッパ選手権　3位(60kg級)
- 1994年 - 世界ジュニア　優勝
- 1996年 - ロシア国際　2位
- 1996年 - ドイツ国際　2位
- 1996年 - ハンガリー国際　3位
- 1996年 - ポーランド国際　優勝
- 1996年 - ヨーロッパ選手権　優勝
- 1996年 - アトランタオリンピック　7位
- 1997年 - ロシア国際　2位
- 1997年 - ドイツ国際　2位
- 1997年 - ヨーロッパ選手権　2位
- 1997年 - 世界選手権　2位(60kg級)
- 1998年 - フランス国際　優勝
- 1998年 - オーストリア国際　3位
- 1998年 - ヨーロッパ選手権　3位
- 1998年 - グルジア国際　優勝
- 1999年 - 嘉納杯　5位
- 1999年 - フランス国際　3位
- 1999年 - オーストリア国際　優勝
- 1999年 - 世界選手権　3位(73kg級)
- 2000年 - チェコ国際　3位
- 2000年 - ヨーロッパ選手権　3位(73kg級)
- 2002年 - グルジア国際　優勝
- 2002年 - ワールドカップ団体戦　2位
- 2003年 - ロシア国際　3位
- 2003年 - グルジア国際　3位